# NGC 849
NGC 849 è una galassia lenticolare situata nella costellazione della Balena, a una distanza di circa 255 milioni di anni luce dalla nostra Via Lattea.

## Scoperta
La galassia è stata scoperta nel 1886 dall'astronomo statunitense Francis Leavenworth.